# Tomasz Stańko
Tomasz Ludwik Stańko (ur. 11 lipca 1942 w Rzeszowie, zm. 29 lipca 2018 w Warszawie) – polski trębacz jazzowy, kompozytor.

## Życiorys

### Młodość

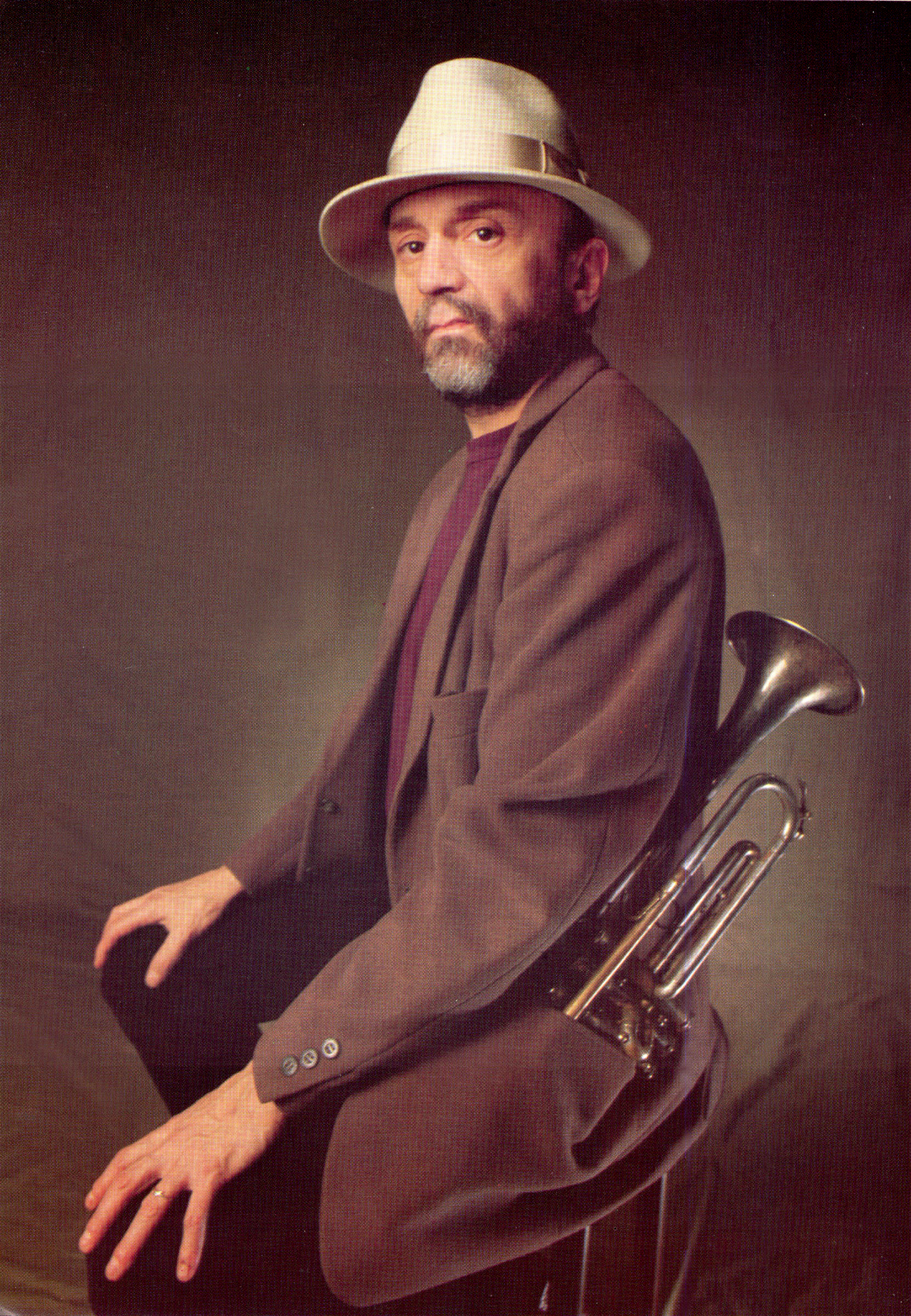
Stańko (1993)

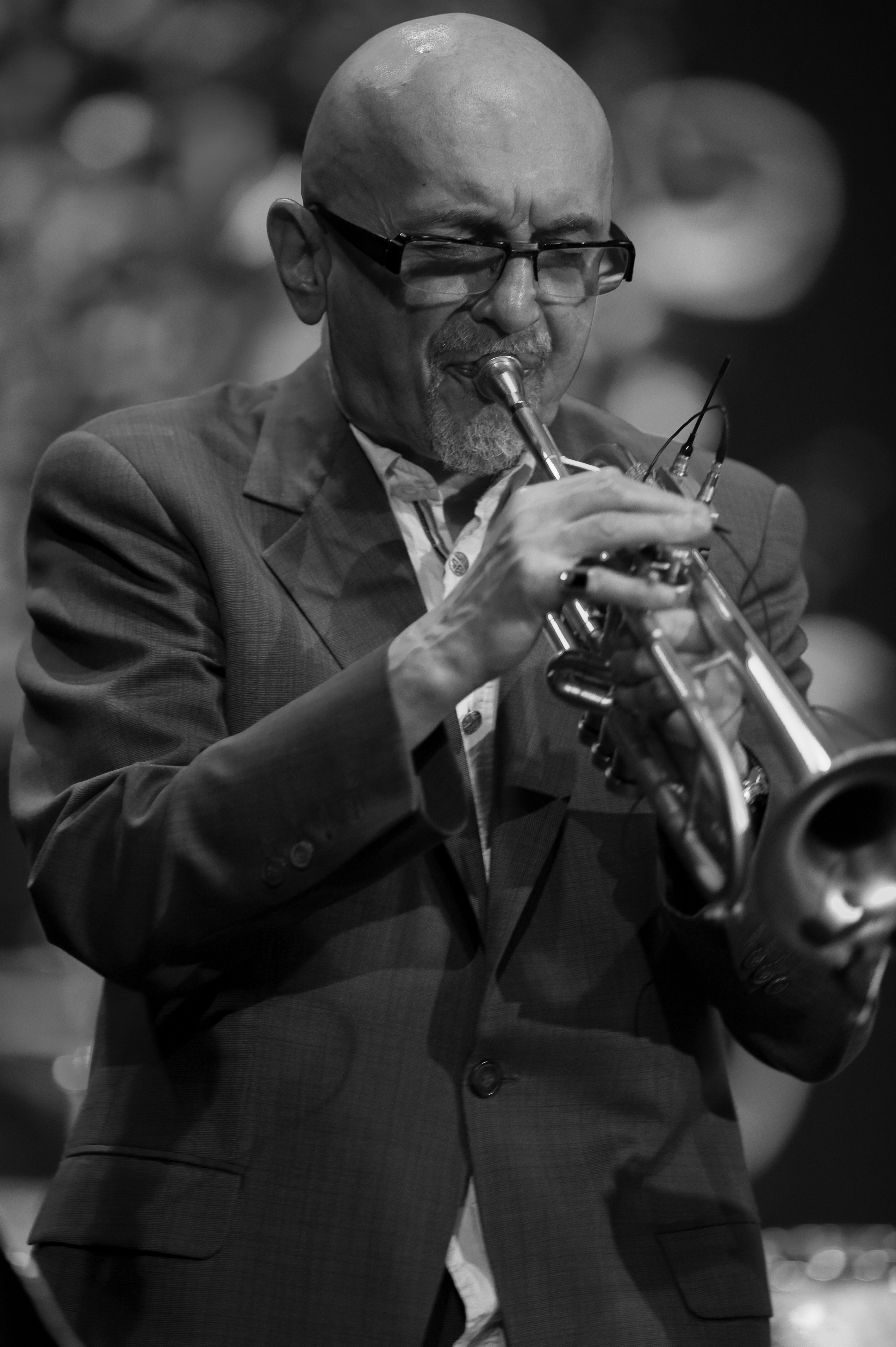
Tomasz Stańko, 16 Vision Festival w 2011, Nowy York, USA

Syn Józefa, prawnika, i Eleonory z domu Jakubiec, nauczycielki. Edukację muzyczną rozpoczął w 1949, w podstawowej Krakowskiej Szkole Muzycznej, w klasie skrzypiec. W latach 1957–1964 uczęszczał do III Liceum Ogólnokształcącego im. Jana Kochanowskiego w Krakowie. Od 1959 uczył się też w II Liceum im. Króla Jana III Sobieskiego oraz Państwowej Średniej Szkole Muzycznej, w klasie trąbki. W 1964 rozpoczął studia w Akademii Muzycznej w Krakowie, na Wydziale Instrumentalnym, w klasie trąbki, pod kierunkiem prof. Ludwika Lutaka. W 1969 obronił pracę dyplomową.
Młodzieńcze plany o karierze plastyka (Stańko dużo rysował i malował) uległy zmianie po pierwszych doświadczeniach jazzu na żywo – koncercie Dave’a Brubecka w 1958 w krakowskim klubie Rotunda. Stańko stał się częstym gościem krakowskiego klubu jazzowego Helikon, biorąc udział w jazzowych jamach. Tam poznał pianistę Adama Makowicza, z którym – jesienią 1962 – postanowił założyć zespół Jazz Darings, do którego zaprosili jeszcze Jacka Ostaszewskiego (kontrabas) i Wiktora Perelemuttera (perkusja). Zespół szybko został doceniony: wygrał Konkurs Amatorskich Zespołów Jazzowych Polski Południowej, a Tomasz Stańko – kategorię instrumentalistów. Sukces spowodował jednak zmianę składu – Makowicz odszedł do zespołu Andrzeja Kurylewicza. Stańko, inspirowany kwartetem Ornette’a Colemana, zrezygnował z fortepianu, i w 1963 uzupełnił skład o grającego na saksofonie tenorowym Janusza Muniaka. Jazz Darings został uznany przez Joachima-Ernsta Berendta za jedną z pierwszych formacji freejazzowych w Europie.

### Rozwój kariery
W latach 1963–1967 kariera Stańki przyspieszyła. W tym czasie koncertował z Jazz Darings, jednocześnie współpracował i towarzyszył na scenie znanym składom i osobowościom polskiej sceny jazzowej, takim jak Michał Urbaniak czy Andrzej Trzaskowski. W 1963 rozpoczął się ważny dla Stańki okres współpracy z Krzysztofem Komedą; Stańko zadebiutował z nowym kwintetem Komedy na Jazz Jamboree ’63. W 1964 występuje z nim w odcinku specjalnym niemieckiego programu telewizyjnego Jazz – gehört und gesehen (program pt. Jazz in Poland w reż. Janusza Majewskiego prezentował dokonania najważniejszych wykonawców krajowej sceny jazzowej).
Od 1964 Trzaskowski zapraszał Stańkę na zagraniczne koncerty swojego kwintetu (w Belgii i krajach skandynawskich). W tym samym roku trębacz dwukrotnie grał na Jazz Jamboree: z Trzaskowskim i Komedą. W 1966 wydany został album Komedy Astigmatic, z udziałem Stańki. W 1967 doszło ponownie do podwójnego występu na Jazz Jamboree. Stańko koncertował z grupą Komedy, ale i z własnym kwartetem, w którym grał z Januszem Muniakiem (saksofon tenorowy), Janem Gonciarczykiem (kontrabas) i Januszem Stefańskim (perkusja).

### Jako lider
Na początku 1968 Komeda wyjechał do Stanów Zjednoczonych, a Stańko działał jako lider zespołu, który powiększono o skrzypka i saksofonistę altowego Zbigniewa Seiferta. Na Jazz Jamboree ’68 muzyk zaprezentował już Tomasz Stańko Quintet, który szybko zdobył uznanie i sławę. Najpierw w Polsce, a po debiucie na scenie międzynarodowej – występie na berlińskim festiwalu Berliner Jazztage ’70 – był rozpoznawany także w Niemczech i reszcie Europy. Po odejściu Gonciarczyka basistą grupy został w 1969 roku Bronisław Suchanek, i od tego czasu – aż do zakończenia działalności w 1973 roku – skład kwintetu nie uległ już zmianie. Muzyka tworzona przez kwintet Tomasza Stańki zarejestrowana została na trzech płytach: nagranej w Polsce Music for K (1970) oraz Jazzmessage from Poland (1972) i Purple Sun (1973), które powstały w Niemczech.

Zespół ten do dziś uważany jest za jeden z kamieni milowych rozwoju sztuki i kultury jazzu w Polsce i Europie.

W 1970 roku Stańko dołączył do Globe Unity Orchestra Alexandra von Schlippenbacha co, z uwagi na skład grupy, skutkowało nawiązaniem bezpośrednich kontaktów z czołowymi przedstawicielami europejskiej awangardowej sceny jazzowej. W 1971 roku Stańko współpracował z Krzysztofem Pendereckim i Donem Cherrym, których kompozycje wykonywane były podczas Donaueschinger Musiktage.
W latach 70. największe znaczenie dla kariery Stańki miała współpraca z fińskim perkusistą Edwardem Vesalą. Począwszy od 1974 roku aż do początku lat 80., Vesala był nie tylko partnerem twórczym, ale i przyjacielem Stańki. Wspólnie utworzyli szereg różnych formacji i koncertowali w Europie. W 1975 roku kwartet Stańki, z Vessalą, Tomaszem Szukalskim i Dave’em Hollandem, nagrał album Balladyna. Był to pierwszy autorski album Stańki, a jednocześnie pierwszy album polskiego muzyka wydany przez cenioną wytwórnię ECM. Balladyna była początkiem całej serii płyt nagranych przez powyższy kwartet dla ECM. Dokumentowały one nowe kierunki rozwoju zespołu: odkrywanie i wykorzystywanie możliwości tak specyficznej formy jak freejazzowa ballada, której bazą były surowe, szorstkie dźwięki trąbki Stańki.

### Lata 80.
W latach osiemdziesiątych Stańko improwizował, uczestnicząc w wielu różnych projektach. Wraz z Edwardem Vesalą wyjechał do Indii, aby zagrać we wnętrzu, które daje niespotykany pogłos: w Tadź Mahal. Także w towarzystwie Vesali spotykał się z Chico Freemanem i Howardem Johnsonem w Nowym Jorku. Sporo pracował z Cecilem Taylorem w formacjach big-bandowych. W 1981 roku, na zaproszenie Gary’ego Peacocka, uczestniczył w nagraniu jego albumu Voice from the Past – Paradigm (1982, ECM). Równocześnie prowadził kilka własnych grup. W 1983 roku założył zespół C.O.C.X., w składzie: Stańko, Apostolis Anthimos, Vitold Rek, José Antonio Torres. Album wydany został pod eponimicznym tytułem. W 1984 roku powstał album Lady Go…, na którym towarzyszyli mu Anthimos, Rek i Tomasz Hołuj. W tym samym roku rozpoczął pracę nad projektem Witkacy Peyotl. Album pod tym tytułem ukazał się w 1988 roku.
W 1985 roku powstał jeden z najbardziej nowatorskich składów Stańki: Freelectronic. Formacja wyprzedzała swoje czasy w wykorzystaniu nowych technologii i elektroakustycznych rozwiązań w swojej twórczości. Oprócz trębacza zespół tworzyli: Witold Rek, Janusz Skowron i Tadeusz Sudnik. Koncertowali w Polsce i w Europie. W 1987 roku zagrali na Festival de Jazz de Montreux, w 1988 roku – na festiwalu Le Mans we Francji. W 1988 roku koncert z Montreaux został wydany na płycie The Montreux Performance.

### Lata 90.
Początek lat dziewięćdziesiątych to projekty Tales for a Girl, 12, and a Shaky Chica i Bluish, album nagrany w trio z Arildem Andersenem i Jonem Christensenem. W 1993 roku powstał międzynarodowy kwartet: Stańko, Bobo Stenson, Anders Jormin, Tony Oxley. W tym samym roku zespół nagrał album Bosonossa and Other Ballads.
W latach 90. Stańko współpracował intensywnie z przedsiębiorstwem ECM. W 1994 roku nagrał album Matka Joanna, a w 1997 Leosia. Prawdziwym przebojem stała się w 1997 roku jego kolejna płyta: Litania, zawierająca kompozycje Krzysztofa Komedy. Sukcesem były także koncertowe wykonania utworów z Litanii podczas różnych występów festiwalowych. W 1998 roku producent ECM, Manfred Eicher, zorganizował sesję From the Green Hill, zespół-projekt, kierowany przez Stańkę, który zgromadził gwiazdy wytwórni. W nagraniach uczestniczyli Dino Saluzzi, John Surman, Michelle Makarski, Anders Jormin i Jon Christensen. Większość kompozycji zarejestrowanych na płycie to utwory skomponowane przez Stańkę.
W 1994 roku Stańko zrealizował również nagrania dla potrzeb filmu i teatru. Zaprosił wtedy na sesje pianistę Marcina Wasilewskiego, basistę Sławomira Kurkiewicza i perkusistę Michała Miśkiewicza. Rezultatem było powstanie kwartetu, który w 2001 roku nagrał dla ECM album Soul of Things. Płyta ukazała się w 2002 roku, a zawartą na niej muzykę uznano za „modelowy wzorzec stylu Stańki”, a brzmienie jego trąbki określono jako „niepowtarzalne, mroczne i intensywne”.

### Pierwsza dekada XXI w.
Stańko wkroczył w XXI wiek jako jedna ze sztandarowych osobowości ECM. Nie ograniczyło to jednak jego skłonności do poszukiwań, nowych formacji i brzmień. Te lata były czasem intensywnego koncertowania z kwartetem po obu stronach Atlantyku. Wspólne trasy i spędzone razem godziny sprawiły, że zespół wypracował własny język komunikacji muzycznej. Słychać to na nagranym w 2004 roku albumie Suspended Night (ECM), gdzie zżyty i zgrany kwartet odważnie improwizował. W zestawieniu Jazz Albums, amerykańskiego czasopisma „Billboard”, płyta Suspended Night dotarła do 48. miejsca. Po tym wytwórnia ECM wydała antologię nagrań Stańki sprzed Soul of Things; w serii Rarum/Selected Recordings jako Volume XVII ukazał się przegląd jego dorobku. W komentarzu zamieszczonym na płycie, Stańko określił uniwersalnego ducha swych kompozycji oraz zakres ich ekspresji: „Od chaosu ku ładowi, od furii do liryzmu”.
Zmiany, jakie w ciągu 10 lat współpracy z wytwórnią ECM nastąpiły w muzyce Stańki, opisał Stephen Graham z brytyjskiego magazynu „Jazzwise”, omawiając album Suspended Nights: „Udało mu się zrobić swoją muzykę bardziej dostępną, nie rezygnując z charakteru i werwy, co zawsze było jego znakiem rozpoznawczym. I tak samo jest z tą, jego ostatnią płytą dla ECM i drugą z jego polskim zespołem, z którym regularnie współpracuje (…) Jest to silna grupa wyróżniająca się dźwięcznym impresyjnym stylem Wasilewskiego, inspirowanym Billem Evansem, a może bardziej niż na Soul of Things, ostatniej wspólnej wycieczce zespołu, ostrożnie zagrana przez Kurkiewicza figura basu, pozwala odczuć jego obecność i zakotwicza dostarczane przez Stańkę solidne melodie”.

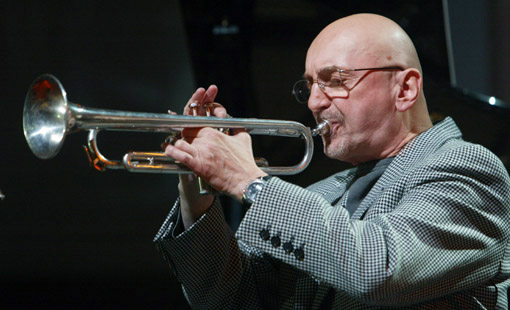
Stańko (2006)

W 2005 roku kwartet nagrał płytę Lontano (album ukazał się w 2006 nakładem ECM). W 2005 roku zespół odbył też pierwszą trasę po Azji i Australii.
Od 1. dekady XXI wieku Stańko był regularnie notowany w ankiecie magazynu „DownBeat”, w pierwszej dziesiątce najlepszych trębaczy na świecie (w 2013 było to miejsce 7.).
W 2003 roku został laureatem przyznanej po raz pierwszy Europejskiej Nagrody Jazzowej (European Jazz Prize), przyznawanej przez austriackie władze państwowe i miasto Wiedeń. W 2004 otrzymał wysokie polskie odznaczenie państwowe: Krzyż Komandorski Orderu Odrodzenia Polski.
W 2005 roku skomponował i nagrał muzykę dla Muzeum Powstania Warszawskiego (Wolność w sierpniu, 2006). Druga połowa pierwszego dziesięciolecia XXI wieku był czasem poszukiwań i nowych składów, czasem nowej młodości w karierze Stańki: rozdział eksperymentów, tworzenia nowych projektów, poszukiwania i próbowania nowych brzmień. W wyniku tych doświadczeń, w 2007 roku zaczął formować się nowy zespół, skandynawski kwintet w składzie: Alexi Tuomarila, Jakob Bro, Aders Christensen i Olavi Louhivuori. W 2009 roku Stańko nagrał z nimi album Dark Eyes (ECM).

### Nowy Jork i Wisława
Koniec pierwszej dekady XXI wieku to początek okresu nowojorskiego w życiu trębacza. Formalnym otwarciem tego rozdziału jest zamieszkanie na Manhattanie oraz regularne koncerty w nowojorskich salach i klubach, takich jak Birdland, Jazz Standard i Merking Hall. Stańko korzystał z okazji do spotkań z tamtejszymi muzykami oraz chłonął nowe idee i bogactwo brzmień. Kariera i muzyka Stańki nabrały tempa. Spontanicznie powstawały nowe projekty, m.in. z Lee Konitzem, Craigiem Tabornem, Thomasem Morganem, Geraldem Cleaverem, Chrisem Potterem i innymi. Zawiązała się idea New York Quartet, który – przechodząc przez fazy różnych wcieleń – ostatecznie sformował się w 2012 roku.
W jednym z wywiadów Stańko tak mówił o wpływie Nowego Jorku na swoją muzykę: „Generalnie to moja własna aktywność, wrażliwość tworzy dźwięki. Ale w Nowym Jorku łatwo znaleźć inspirację. Na Ziemi zawsze był jakiś punkt centralny – starożytne Ur, Babilon, Ateny, Rzym czy Aleksandria. Nowy Jork jest punktem centralnym dzisiejszego świata, gdzie Chiny i inne kultury wschodnie spotykają się z afrykańskimi, wszystko się w tym tyglu przewraca. To miasto wibruje, tętni, a człowiek automatycznie czuje w sobie większą energię”.
W 2010 roku ukazała się w Polsce autobiografia artysty, Desperado, zapis wieloczęściowego wywiadu przeprowadzonego przez Rafała Księżyka.

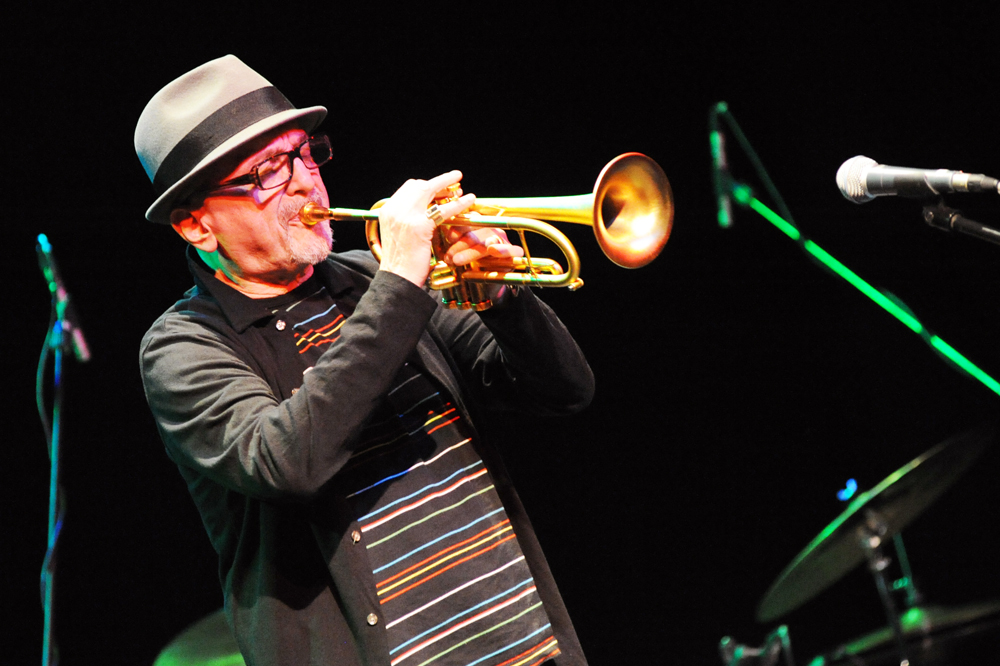
Podczas koncertu „Dzień Szakala” w Warszawie (listopad 2010).

W 2011 roku Instytut Smithsona wydał sześciopłytową kompilację Jazz: The Smithsonian Anthology, odzwierciedlającą historię jazzu. Najstarsze, pierwsze nagranie antologii pochodzi z 1917 roku, ostatnie z 2003 roku. Jest to utwór Stańki „Suspended Night Variation VIII”. Artysta był jednym z niewielu Europejczyków wyróżnionych umieszczeniem w tym wydawnictwie. W 2011 roku prezydent Polski Bronisław Komorowski odznaczył Stańkę Krzyżem Komandorskim z Gwiazdą Orderu Odrodzenia Polski.
Druga dekada XXI wieku to nowy, poetycki projekt Stańki. Jego początki sięgają 2009 roku, kiedy to Jerzy Illg, redaktor naczelny wydawnictwa Znak, zaprosił go na jeden z ostatnich wieczorów poetyckich Wisławy Szymborskiej. Podczas spotkania w Operze Krakowskiej poetka czytała swoje utwory, a Stańko grał, splatając słowa z muzyką. Płyta z nagraniem z tego koncertu została dołączona do kolejnego wydania tomiku wierszy poetki, Tutaj (2012). Wydarzenie to stało się początkiem nowego etapu w karierze trębacza. Nowe kompozycje Stańki inspirowane były wierszami Szymborskiej, np. „Tutaj – Here”, „Assassins”, „Mikrokosmos”, „Metafizyka”. Utwory „Faces” i „A Shaggy Vandal” (są to zapożyczenia z wiersza Szymborskiej „Myśli nawiedzające mnie na ruchliwych ulicach”). „Lekturze słów Wisławy Szymborskiej zawdzięczam wiele pomysłów i inspiracji. Spotkania z Nią i współgranie z Jej poezją nadały rozmach także i tej muzyce, którą chciałbym z szacunkiem dedykować Jej pamięci.” – napisał Stańko w książeczce wydanego na początku 2013 roku podwójnego albumu Wisława (ECM), nagranego z Thomasem Morganem, Geraldem Cleaverem i Davidem Virellesem.
14 stycznia 2014 roku Stańko otrzymał Paszport „Polityki” jako kreator kultury. Tego samego dnia, w Paryżu, Akademia Jazzu – l’Académie du jazz – pod przewodnictwem François Lacharme, przyznała mu Prix du Musicien Européen – Nagrodę Europejskiego Muzyka Roku – za obecne osiągnięcia i całokształt pracy.

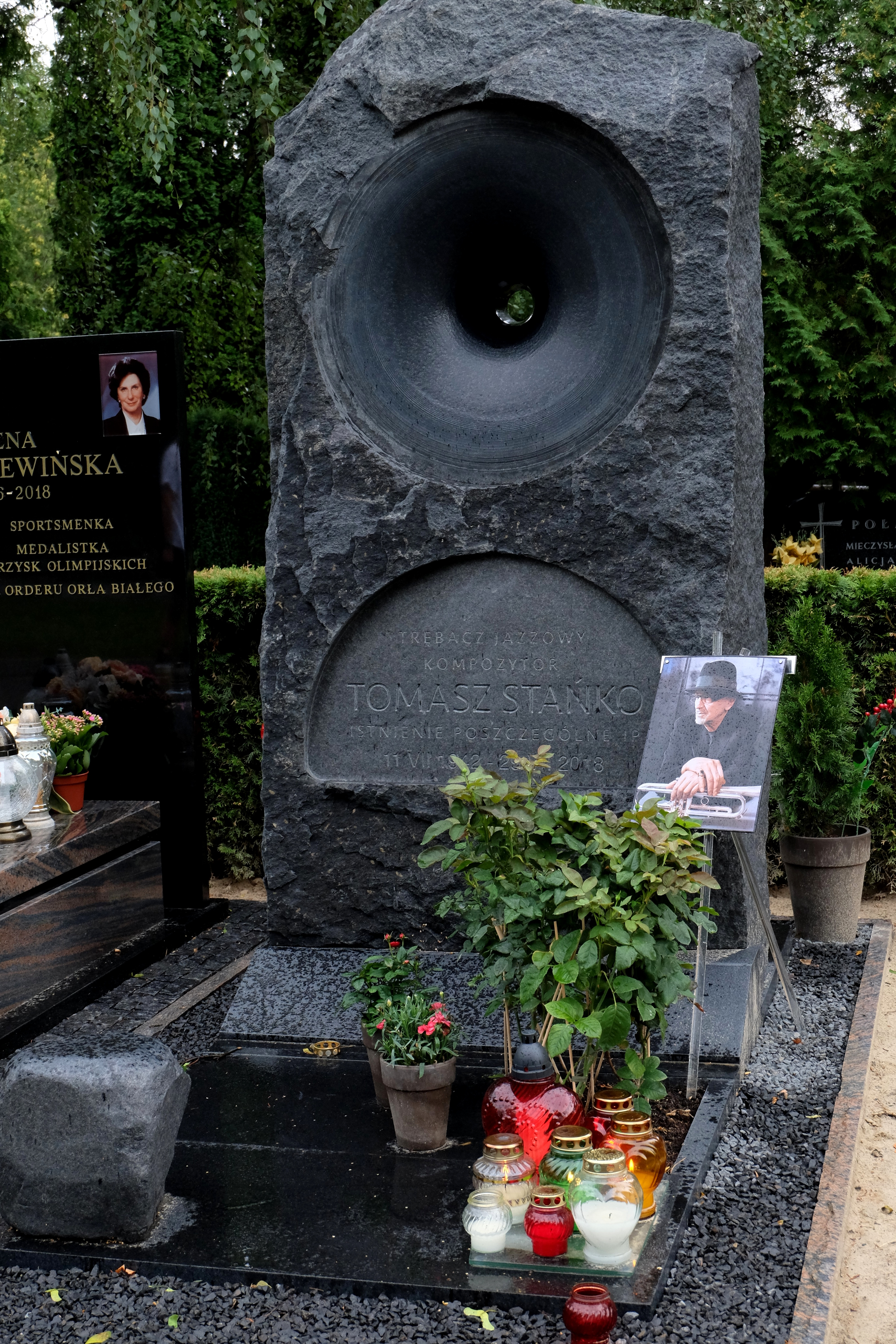
Grób Tomasza Stańki na cmentarzu Wojskowym na Powązkach w Warszawie

15 stycznia 2014 otrzymał jedną z trzech honorowych nagród Preis der deutschen Schallplattenkritik (PdSK), przyznanych przez niezależne stowarzyszenie ponad 140. dziennikarzy muzycznych z Niemiec, Austrii i Szwajcarii.
Stańko był organizatorem i dyrektorem festiwalu Jazzowa Jesień w Bielsku-Białej.
Został członkiem honorowego komitetu poparcia Bronisława Komorowskiego przed wyborami prezydenckimi w Polsce w 2015 roku. Wchodził także w skład Komitetu Wspierania Muzeum Historii Żydów Polskich Polin w Warszawie.
W marcu 2018 roku, w związku z podejrzeniem o zapalenie płuc, odwołane zostały jego kwietniowe koncerty.
29 lipca 2018 roku artysta zmarł na raka płuc w szpitalu onkologicznym w Warszawie. Został pochowany 10 sierpnia 2018 roku w Alei Zasłużonych na cmentarzu Wojskowym na Powązkach (kwatera G-tuje-40). Pogrzeb miał charakter świecki.

## Dyskografia

### Albumy

#### Stańko jako lider/współlider
| Nagrany    | Wydany | Album                                    | Wykonawca – lider                                             | Rodzaj         | Wytwórnia             |
| ---------- | ------ | ---------------------------------------- | ------------------------------------------------------------- | -------------- | --------------------- |
| 1970       | 1970   | Music for K                              | Tomasz Stańko Quintet                                         | studyjny       | PN Muza               |
| 1972       | 1972   | Jazzmessage from Poland                  | Tomasz Stańko Quintet                                         | koncertowy     | JG Records            |
| 1973       | 1973   | Purple Sun                               | Tomasz Stańko Quintet                                         | koncertowy     | Calig Records         |
| 1973       | 1974   | Fish Face                                | Tomasz Stańko                                                 | studyjny       | PolJazz               |
| 1974       | 1975   | TWET                                     | Tomasz Stańko, Tomasz Szukalski, Edward Vesala, Peter Warren  | studyjny       | PN Muza               |
| 1975       | 1975   | Tomasz Stańko & Adam Makowicz Unit       | Tomasz Stańko, Adam Makowicz, feat. Czesław Bartkowski        |                | JG Records            |
| 1975       | 1976   | Unit                                     | Tomasz Stańko, Adam Makowicz                                  |                | PSJ                   |
| 1975       | 1976   | Balladyna                                | Tomasz Stańko (Stańko, Szukalski, Vesala, Holland)            | studyjny       | ECM                   |
| 1976       | 1978   | Live at Remont                           | Tomasz Stańko, Edward Vesala Quartet                          | koncertowy     | Helicon               |
| 1978       | 1979   | Almost Green                             | Tomasz Stańko Quartet (Stańko, Szukalski, Vesala, Danielsson) | studyjny       | Leo Records           |
| 1980       | 1980   | Music from Taj Mahal and Karla Caves     | Tomasz Stańko                                                 | koncertowy     | Leo Records           |
| 1973, 1982 | 1983   | Stańko (W Pałacu Prymasowskim)           | Tomasz Stańko                                                 | koncertowy     | PolJazz               |
| 1982       | 1984   | Music 81                                 | Tomasz Stańko (Kulpowicz, Szczurek, Bartkowski)               |                | PN Muza               |
| 1982       | 1985   | A i J                                    | Tomasz Stańko (Kulpowicz, Szczurek, Bartkowski)               | koncertowy     | PolJazz               |
| 1983       | 1985   | C.O.C.X.                                 | Tomasz Stańko (Apostolis, Szczurek, Torres)                   | studyjny       | Pronit                |
| 1983       | 1986   | Korozje                                  | Tomasz Stańko, Andrzej Kurylewicz                             | studyjny       | PolJazz               |
| 1984       | 1986   | Lady Go…                                 | Tomasz Stańko (Apostolis, Szczurek, Hołuj)                    | studyjny       | PN Muza               |
| 1984–86    | 1988   | Witkacy Peyotl / Freelectronic           | Tomasz Stańko                                                 | studyjny       | PolJazz               |
| 1987       | 1988   | The Montreux Performance lub Switzerland | Tomasz Stańko Freelectronic                                   | koncertowy     | PN Muza / ITM Germany |
| 1989       | 1989   | Chameleon                                | Tomasz Stańko                                                 | studyjny       | Utopia Records        |
| 1970–84    | 1989   | Tomasz Stańko Polish Jazz vol. 8         | Tomasz Stańko                                                 | kompilacja     | PN Muza               |
| 1991       | 1991   | Tales for a Girl, 12, and a Shaky Chica  | Tomasz Stańko                                                 | studyjny       | JAM                   |
| 1991       | 1992   | Bluish                                   | Tomasz Stańko                                                 | studyjny       | Power Bros            |
| 1993       | 1993   | Bosonossa and Other Ballads              | Tomasz Stańko                                                 | studyjny       | GOWI                  |
| 1993       | 1994   | A Farewell to Maria                      | Tomasz Stańko                                                 | muz. filmowa   | GOWI                  |
| 1994       | 1994   | Balladyna – Theatre Play Compositions    | Tomasz Stańko                                                 | muz. teatralna | GOWI                  |
| 1994       | 1995   | Matka Joanna                             | Tomasz Stańko Quartet                                         | studyjny       | ECM                   |
| 1995       | 1996   | Roberto Zucco                            | Tomasz Stańko                                                 | studyjny       | Polonia               |
| 1996       | 1997   | Leosia                                   | Tomasz Stańko                                                 | studyjny       | ECM                   |
| 1997       | 1997   | Litania                                  | Tomasz Stańko                                                 | studyjny       | ECM                   |
| 1998       | 1999   | From the Green Hill                      | Tomasz Stańko                                                 | studyjny       | ECM                   |
| 1999       | 2001   | Egzekutor (muzyka do filmu Egzekutor)    | Tomasz Stańko                                                 | studyjny       | Universal             |
| 2000       | 2001   | Reich (muzyka do filmu Reich)            | Tomasz Stańko                                                 | studyjny       | Universal             |
| 2001       | 2002   | Soul of Things                           | Tomasz Stańko Quartet                                         | studyjny       | ECM                   |
| 2003       | 2004   | Suspended Night                          | Tomasz Stańko Quartet                                         | studyjny       | ECM                   |
|            | 2004   | Selected Recordings                      | Tomasz Stańko                                                 | kompilacja     | ECM                   |
| 2005       | 2005   | Wolność w sierpniu                       | Tomasz Stańko                                                 | studyjny       | FIRe                  |
| 2005       | 2006   | Lontano                                  | Tomasz Stańko Quartet                                         | studyjny       | ECM                   |
|            | 2008   | 1970 1975 1984 1986 1988                 | Tomasz Stańko                                                 | box            | Metal Mind            |
| 2009       | 2009   | Dark Eyes                                | Tomasz Stańko Quintet                                         | studyjny       | ECM                   |
| 2012       | 2013   | Wisława                                  | Tomasz Stańko                                                 | studyjny       | ECM                   |

#### Z Komedą
| Nagrany | Wydany | Album                                                     | Wykonawca – lider                                                   | Rodzaj         | Wytwórnia             |
| ------- | ------ | --------------------------------------------------------- | ------------------------------------------------------------------- | -------------- | --------------------- |
| 1965    | 1966   | Astigmatic                                                | Krzysztof Komeda (Stańko, Namysłowski, Rune Carlsson, Günter Lenz)  | album studyjny | Polskie Nagrania Muza |
| 1967    | 1967   | Meine süsse Europäische Heimat: Dichtung & Jazz aus Polen | Krzysztof Komeda, (Stańko, Namysłowski, Roman Dyląg, Rune Carlsson) |                | Elektrola             |

#### Z udziałem Stańki
| Nagrany | Wydany | Album                                       | Wykonawca – lider                                                     | Rodzaj         | Wytwórnia              |
| ------- | ------ | ------------------------------------------- | --------------------------------------------------------------------- | -------------- | ---------------------- |
| 1965    | 1965   | The Andrzej Trzaskowski Quintet Polish Jazz | Andrzej Trzaskowski T. Stańko, Muniak, Ostaszewski, Adam Jędrzejowski | album studyjny | Polskie Nagrania Muza  |
| 1974    | 1974   | Kunstkopfindianer                           | Wolfgang Dauner, Stańko, Seifert, Hans Koller, Stefański              | album studyjny | MPS Records            |
| 1974–78 | 1979   | We’ll Remember Zbiggy                       | Zbigniew Seifert                                                      | kompilacja     | Mood Records           |
| 1976    | 1976   | Drums Dream                                 | Czesław Bartkowski                                                    | studyjny       | PN Muza                |
| 1976    | 1977   | Satu                                        | Edward Vesala                                                         | studyjny       | ECM                    |
| 1980    | 1980   | Elżbieta Adamiak                            | Elżbieta Adamiak                                                      | album studyjny | PN Muza                |
|         | 1982   | Grand Standard Orchestra                    | Jan Ptaszyn Wróblewski                                                | studyjny       | Poljazz                |
| 1982    | 1982   | O!                                          | Maanam                                                                | studyjny       | Pronit                 |
|         | 2007   | Blues Forever                               | Emil Mangelsdorff Quartet, The                                        |                |                        |
| 1974    | 2004   | Sikorki                                     | SBB                                                                   | studyjny       | Metal Mind Productions |

## Muzyka filmowa
- 1966: Klub profesora Tutki – muzyka (seria I)
- 1969: Jak zdobyć pieniądze, kobietę i sławę – muzyka
- 1970: Dziura w ziemi – muzyka
- 1971: Trąd – muzyka, dyrygent
- 1975: Obrazki z życia – muzyka, dyrygent
- 1975: Wyjazd służbowy – muzyka
- 1984: Idol – wykonanie muzyki (trąbka)
- 1992: Damage – wykonanie muzyki (muzyka jazzowa)
- 1993: Pożegnanie z Marią – muzyka
- 1994: Kiedy mężczyzna kocha kobietę (ang. When a man loves a women) – wykonanie muzyki (trąbka)
- 1997: Łóżko Wierszynina – muzyka, wykonanie muzyki (trąbka)
- 1998: Poniedziałek – utwór „Poniedziałek” na albumie Poniedziałek
- 1999: Egzekutor – wykonanie muzyki
- 1999: Szop, Szop, Szop, Szopę… – muzyka (film animowany Mariusza Wilczyńskiego)
- 1999: From the Green Hill – muzyka (film animowany Mariusza Wilczyńskiego)
- 2001: Cisza – muzyka, wykonanie muzyki (trąbka)
- 2001: Reich – wykonanie muzyki (trąbka)
- 2004: Niestety. – muzyka (film animowany Mariusza Wilczyńskiego)
- 2010: Mała matura 1947 – muzyka, wykonanie muzyki (trąbka)

## Filmografia
- 1998: Poniedziałek (jako szef hurtowni, film fabularny, reżyseria: Witold Adamek)
- 2001: Cisza (jako trębacz w klubie techno, film fabularny, reżyseria: Michał Rosa)
- 2006: Play Your Own Thing: Historia jazzu w Europie (film dokumentalny, reżyseria: Julian Benedikt)
- 2009: Michał Urbaniak. Nowojorczyk z wyboru (film dokumentalny, reżyseria: Wiesław Dąbrowski)[35]
- 2009: Krzysztof Komeda – muzyczne ścieżki życia (film dokumentalny, reżyseria: Claudia Buthenhoff-Duffy)

## Publikacje
- 2010: Desperado, Tomasz Stańko: Autobiografia, rozmawia Rafał Księżyk, Kraków: Wydawnictwo Literackie, ISBN 978-83-08-04468-1.

## Odznaczenia i wyróżnienia
- Krzyż Komandorski z Gwiazdą Orderu Odrodzenia Polski „za wybitne zasługi dla kultury narodowej, za osiągnięcia w twórczości artystycznej”, nadany 23 stycznia 2011[36], odebrał w czasie uroczystości z okazji Święta 3 maja w 2012 roku[37]
- Krzyż Komandorski Orderu Odrodzenia Polski „za wybitne zasługi dla kultury muzycznej, za osiągnięcia w pracy artystycznej” (2004)[38]
- Złoty Medal „Zasłużony Kulturze Gloria Artis”[39]
- Wyróżnienie Ministra Kultury i Dziedzictwa Narodowego za całokształt twórczości (2010)
- Tytuł Honorowego Obywatela Rzeszowa (18 listopada 2014)[40]

## Nagrody
- Paszport „Polityki” za 2013 rok w kategorii Kreator Kultury z uzasadnieniem jury: „Za wyjątkowy styl tworzenia, pracy i współdziałania w sztuce, umiejętność godzenia tradycji i awangardy. Za poszerzanie granic jazzu i zarazem poszerzanie jego publiczności. Za promowanie polskich muzyków za granicą”[41]
- Nagroda Specjalna i członkostwo honorowe ZAiKS-u (2016)[42]
- Nagroda 100-lecia ZAiKS-u (2018)[42]

### Muzyczne
Jazz Forum
W ankiecie zorganizowanej przez czasopismo „Jazz Forum” Stańko uzyskał pierwsze miejsca w kategoriach:
- Muzyk roku (2002, 2003, 2004, 2005, 2006, 2007)
- Trąbka (2002, 2003, 2004, 2005, 2006, 2007)
- Kompozytor' (2002, 2003, 2004, 2006)
- Album Roku – Tomasz Stańko Quartet – „Soul of Things” (2002)
- Album Roku – „Suspended Night” (2004)
- Album Roku – Tomasz Stańko Quartet – „Lontano” (2006)
- Zespół akustyczny – Tomasz Stańko Quartet (2002, 2003, 2004, 2005, 2006, 2007)

Fryderyki
- Nagroda Muzyczna „Fryderyk” 1997
  - jazzowy album roku – Litania
  - jazzowy muzyk roku
- Nagroda Muzyczna „Fryderyk” 1999
  - jazzowy album roku – From the Green Hill
  - jazzowy muzyk roku
- Nagroda Muzyczna „Fryderyk” 2002
  - jazzowy album roku – Soul of Things
  - jazzowy muzyk roku
- Nagroda Muzyczna „Fryderyk” 2010[43]
  - jazzowy album roku – Dark Eyes
  - jazzowy muzyk roku

Pozostałe
- European Jazz Prize – pierwszy laureat ustanowionej w 2003 roku nagrody[44]
- Prix du Musicien Européen – przyznana w 2014 roku przez francuską Akademię Jazzu Nagroda Europejskiego Muzyka Roku
- Preis der deutschen Schallplattenkritik – przyznana w 2014 roku Nagroda dziennikarzy i krytyków muzycznych Niemiec, Austrii i Szwajcarii

### Filmowe
- 1993: Pożegnanie z Marią – Gdynia (do 1986 Gdańsk) (Festiwal Polskich Filmów Fabularnych) nagroda za muzykę;
- 1997: Łóżko Wierszynina – Orzeł, Polska Nagroda Filmowa (nominacja) w kategorii: najlepsza muzyka; za rok 1998;
- 1998: Poniedziałek – utwór „Poniedziałek”;
- 2000: Egzekutor
  - „Orzeł” Polska Nagroda Filmowa (nominacja) w kategorii: najlepsza muzyka; za rok 1999
  - Warszawa (TP SA Music and Film Festival) nominacja do nagrody „Philip Award” w kategorii: muzyka oryginalna i adaptowana w polskim filmie;
- 2002: Cisza – „Orzeł” Polska Nagroda Filmowa (nominacja) w kategorii: najlepsza muzyka; za rok 2001.